# 宋桓公 (戰國時期)
宋桓公（？—前356年），原名闢兵（也作辟兵或辟），宋休公之子。為前356年与魯共公、衛成侯、韓昭釐侯朝見梁文惠王。

## 簡介
司馬彪說：“呼闢，使人避道。蒙人以桓侯名闢，而前驅呼‘闢’，故為狂也”。休公二十三年去世，其子闢兵即位，據說奢侈荒唐，大興土木，建筑苏宫（《太平御览》卷四八八引《庄子》）。《史記·宋世家》說：“闢兵三年卒，子剔成立。”《史記》認為子剔成立為國君是父子傳位。事實上，這段時期發生“戴氏取宋”的事件，《竹书纪年》記“宋剔成罕（司城子罕）废其君辟（子闢兵）而自立。”韩非说，司城子罕能夺得政权，是由于“宋君失刑而子罕用之”（《二柄篇》）“宋君失其爪牙于子罕”（《人主篇》），《吕氏春秋》說宋被齐灭亡“此戴氏之所以绝也。”